# 核裁军运动

核裁军运动标识。由Gerald Holtom于1958年设计。现已成为全球形质的和平主义标识，并有诸多版本。

标志原型为旗语中该运动的首字母N（绿色）和D（蓝色）。

核裁军运动（英語：Campaign for Nuclear Disarmament，缩写CND）是一个倡导单方面进行核裁军的英国反核运动组织。

## 历史
该组织也倡导并开展国际核裁军运动，并通过协议加强国际武器控制，如著名的核不扩散条约。它反对任何可能导致使用核武器、生物武器和化学武器的军事行动，并反对在英国境内修建核电站。
核裁军运动形成于1957年，在这半个世纪以来该运动一直处于英国诸多和平运动中的前列位置，并自称为欧洲最大的单一问题运动（single-issue peace campaign）。自1958年以来，该运动组织了一个“奥尔德玛斯顿游行”。游行在复活节周末从伦敦特拉法加广场开始至伯克郡奥尔德玛斯顿村附近的一个原子武器研究机构（Atomic Weapons Establishment）为止。
组织的领导者为选举产生的主席。

## 历届主席
- Canon John Collins 1958–64
- Olive Gibbs 1964–67
- Sheila Oakes 1967–68
- 马尔科姆·考德威尔 1968–70
- April Carter 1970–71
- John Cox 1971–77
- Bruce Kent 1977–79
- Hugh Jenkins, Baron Jenkins of Putney 1979–81
- Joan Ruddock 1981–85
- Paul Johns 1985–87
- Bruce Kent 1987–90
- Marjorie Thompson 1990–93
- Janet Bloomfield 1993–96
- David Knight 1996–2001
- Carol Naughton 2001–03
- Kate Hudson 2003–10
- Dave Webb 2010– 现在

## 历届秘书长
- Peggy Duff 1958–67
- Dick Nettleton 1967–73
- Dan Smith 1974–75
- Duncan Rees 1976–79
- Bruce Kent 1979–85
- Meg Beresford 1985–90
- Gary Lefley, 1990–94

1994曾废除，2010年恢复
- Kate Hudson, 2010–